# Трой, Хью
Хью Чарльз Трой-младший (1906—1964) был американским художником, известным своими «шалостями».

## Биография
Трой был сыном профессора Корнеллского университета; отец и сын оба были членами общества «Гусиное перо и кинжал». Трой учился в Корнелле в качестве студента-архитектора с 1922 по 1927 год, но был исключён, не получив учёной степени, из-за шутки, оскорбившей администрацию. Хотя многие из его розыгрышей в университетском городке легендарны, университетские историки не смогли доказать их правдивость, и некоторые подозревают, что большинство его рассказов преувеличены или полностью сфабрикованы. После службы в армии во время Второй мировой войны (под командованием генерала Кёртис Эмерсон Лемей (англ. Curtis Emerson LeMay)), он зарабатывал на жизнь иллюстратором книг и журналов, написав три детских рассказа.
Умер в 1964 году.

## Известные розыгрыши
- Используя мусорную корзину, сделанную в виде лапы носорога, позаимствованной у Луи Агассиса Фуэртеса, Трой проложил следы носорога через кампус и до озера Биби, которое было источником питьевой воды для этого района. Это было сделано во время зимней метели. Трой также проделал большую дыру во льду на берегу озера, так что казалось, что животное провалилось и утонуло. Как сообщалось, многие люди перестали пить воду, пока Трой не раскрыл шутку в анонимном письме[3].
- Трой взял калоши лектора Корнелла и нарисовал на них человеческие ступни. Затем он покрыл свою работу чёрной краской, которая смывалась. Когда лектор использовал калоши под дождём, он выглядел так, как будто ходит босиком.
- Работая студенческим спортивным репортёром в Корнелле, Трой придумал персонажа по имени «Джонни Цал». Цал был несчастным персонажем, который неизбежно финишировал последним в любой гонке, которую Трою поручили прикрыть. «Цал» («Tsal») это «последний»(«last»), если прочесть в обратном порядке. Трой сказал, что он изобрёл этого вечного неудачника, чтобы ему не приходилось расстраиваться, сообщая о чьём-то поражении.
- В Нью-Йорке Трой навещал Центральный парк со скамейкой, которую он купил. Полиция, подозревая, что он пытался её украсть, несколько раз арестовывала его. Он всегда предъявлял чек и его отпускали. Хью отомстил, скоординировавшись с несколькими друзьями, чтобы украсть все скамейки в парке одновременно. Поскольку полиция снова подумала, что это «тот парень с договором купли-продажи», никто из скамеечных воров не был остановлен, когда они вышли из парка.
- Однажды Трой и его друзья переоделись рабочими и начали копать прямо посреди улицы. Приехала полиция и начала перекрывать движение. Выкопав большую яму, они ушли, оставив смущённых полицейских.
- Трой также переоделся в рабочую одежду и без спроса снял все лампочки из отеля Waldorf-Astoria.
- Согласно одной истории из Итаки, штат Нью-Йорк, Трой и его друзья увидели большую вывеску с надписью «ИИСУС СПАСАЕТ». Они решили убрать её с прежнего места рядом с мостом и поставить там, где это принесёт пользу: на фасаде местного банка. Легенда гласит, что на следующий день банк провёл рекордный объём операций.
- В 1935 году на выставке произведений Винсента Ван Гога в нью-йоркском Музее современного искусства Трой взял кусок солонины, вырезал из него форму уха и выставил на всеобщее обозрение с табличкой, на которой говорилось, что это было то самое ухо, которое Ван Гог отрезал в 1888 году. Люди стекались его посмотреть, пока музейные власти не убрали его.
- Во время Второй мировой войны Трою надоела военная бюрократия. Он изобрёл новую форму для отчётов об использовании липкой бумаги для ловли мух — и отправил её командованию. Рассказывают, что Пентагон потребовал, чтобы и другие подразделения присылали свои отчёты. Как раз когда Хью был уверен, что все зря тратят время на эти отчёты о мухах, он отправил в Пентагон ещё одно письмо, в котором упомянул, что подсчёты могут быть неточными из-за подсчёта старых мух по предыдущим подсчётам. Чтобы противостоять этому, он посоветовал намазать каждую муху небольшим количеством кетчупа с помощью зубочистки. Таким образом, ранее подсчитанные мухи теперь будут иметь маркировку для следующего подсчёта. Затем эта задача была добавлена в реестр.
- Одну из его шуток можно увидеть до сих пор. Гигантский глобус в вестибюле старого здания Daily News Building в Нью-Йорке был нарисован Троем. Все города на нём являются национальными столицами, кроме одной: Итаки.